# Богун, Хамфри де, 4-й граф Херефорд
Хэмфри VII де Богун (англ. Humphrey VII de Bohun, ок. 1276 — 16 марта 1322) — 4-й граф Херефорд, 3-й граф Эссекс и лорд Верховный констебль Англии с 1298, сын Хамфри VI де Богуна, 3-го графа Херефорда и 2-го графа Эссекса, и Матильды (Мод), дочери Ангеррана II де Фиенн. Хамфри VII был одним из лидеров оппозиции королю Англии Эдуарду II, один из лордов-ордайнеров. Погиб в битве при Боробридже.

## Биография

### Молодые годы
После смерти отца в 1298 году Хамфри унаследовал его обширные владения в Уилтшире, Эссексе и Валлийской марке, а также титулы графа Херефорда, Эссекса и наследственный в роде Богунов пост констебля Англии.
В 1300 году Хамфри был в числе английских баронов короля Эдуарда I, осадивших замок Керлаверок в Шотландии. Позже он участвовал во многих королевских походах в Шотландию. При этом он любил участвовать в различных рыцарских турнирах, получив репутацию «элегантного» щеголя. Во время одной из шотландских компаний Хамфри самовольно покинул расположение армии, отправившись в Англию для того, чтобы принять участие в рыцарском турнире. Вместе с ним отправились Пирс Гавестон и несколько других молодых баронов и рыцарей. По возвращении обратно на них обрушился гнев короля Эдуарда I, обвинившего их в дезертирстве, однако они были прощены. Вероятно, что разрешение отлучиться им дал старший сын Эдуарда I, принц Эдуард, будущий король Эдуард II. Позже Хамфри стал одним из самых ожесточённых противников Эдуарда II и Пирса Гавестона.
В 1302 году Хамфри женился на Елизавете, дочери короля Эдуарда I. В качестве приданого он получил земли в Беркшире.
Во время этих кампаний Хамфри связался с молодым Робертом Брюсом, графом Карриком, который в будущем стал королём Шотландии под именем Роберт I. В 1302 году Роберт принёс присягу королю Эдуарду I, однако, в феврале 1306 года он отрёкся от своей присяги и был провозглашён королём Шотландии. В результате его владения в Англии и Шотландии были конфискованы, часть из них получил Хамфри. Кроме того, Хамфри захватил замок Лохмабен, а позже Эдуард I передал ему и весь Аннандейл. Кроме того, оказавшаяся захваченной жена Роберта Брюса Елизавета де Бург, дочь Ричарда де Бурга, 2-го графа Ольстера, была передана под охрану Хамфри и его жены.

### Лорд-ордайнер
После смерти короля Эдуарда I отношения Хамфри с его наследником, Эдуардом II, вскоре ухудшились. Хамфри, как и его предки, стремились принудить короля к тому, чтобы он выполнял Великую хартию вольностей и другие документы, которые защищали знать от злоупотребления королём власти. В 1310 году для проведения реформ в Англии Эдуард согласился на созыв исполнительного совета Лордов Ордайнеров, в состав которого вошёл и Хамфри. В 1311 году они огласили «Статьи Ордайнеров» (Ордонансы) из 41 пункта, которые должны были ограничить власть короля. Его любимец Пирс Гавестон был изгнан из Англии. Но вскоре король уехал на север Англии, в Йорк, где к нему вскоре присоединился Гавестон.
Это нарушение постановления Парламента заставило баронов взяться за оружие. Трое из лордов Ордайнеров — Томас, 2-й граф Ланкастер, Ги де Бошан, 10-й граф Уорик, и Хамфри захватили Гавестона, перевезли в замок Уорик и казнили его 19 июня 1312 года. Но эта казнь сыграло на руку королю. Казнь Гавестона породила раскол среди ордейнеров, так как часть их сочла это действие бесправным и незаконным, и несколько усилила позиции короля, которому многие сочувствовали. Ряд баронов, которых возглавлял Хью Диспенсер Старший, поддержали короля. Кроме того, вокруг короля объединился Лондон.
3 сентября 1312 года Томас Ланкастер, Гай де Бошан, граф Уорик и Хамфри во главе вооружённого отряда направились в Лондон. Войско было остановлено в городке Уэйк силами, верными королю. Переговоры, возглавляемые Жильбером де Клером, 8-му графом Глостером, предотвратили столкновение. Положение короля улучшило и то, что 13 ноября 1312 года у короля родился наследник престола Эдуард. Бароны пошли на переговоры с королём. В итоге 20 декабря 1312 года Эдуард, благодаря настояниям послов французского короля и папы римского, заключил мир с убийцами Гавестона. А октябре, благодаря посредничеству королевы Изабеллы, Хамфри, а также графы Ланкастер, Уорик и пятьсот их сторонников публично принесли извинения и получили королевское прощение. Начавшаяся вскоре война против шотландцев, которых возглавлял провозглашённый королём Роберт Брюс, заставила знать на время забыть о вражде с королём.

### Битва при Бэннокберне
Летом 1314 года Эдуард II снарядил поход против шотландцев. Хамфри также отправился в поход, однако командование армией король доверил не констеблю Хамфри, а Жильберу де Клеру, графу Глостеру. 23 июня армия достигла речки Бэннокберн в нескольких километрах к югу от Стерлинга, где их ожидали шотландцы под командованием короля Роберта Брюса. Там состоялась знаменитая битва при Бэннокберне. Сражение началось неожиданным столкновением короля Роберта Брюса с английским отрядом, которым командовал Генри де Богун, племянник Хамфри. Увидев Роберта, он бросился в атаку, которая закончилась его гибелью. И в дальнейшем перевес был на стороне шотландцев. На следующий день битва продолжилась. В самом начале погиб граф Глостер. Хамфри участвовал в сражении, но оно в конце концов закончилось поражением англичан. Хамфри с несколькими баронами и рыцарями отступил к замку Ботвелл, где был взят в плен. Как шурин короля, Хамфри был важным пленником. Позже, внявший мольбам своей сестры Елизаветы, король Эдуард II согласился выкупить Хамфри, обменяв его на Елизавету де Бург, жену Роберта Брюса, дочь Роберта Марджери, двух епископов и нескольких других знатных шотландцев, находившихся в английском плену.

### Оппозиция Эдуарду II
Эдуард, едва избежавший плена, обвинил в неудаче баронов. Однако Томас Ланкастер на заседании Парламента в Йорке в сентябре 1314 года обвинил в провале военной кампании короля и отказал ему в средствах на продолжение войны. Также он потребовал сократить расходы на содержание королевского двора. Королю оставалось только согласиться на все условия ордайнеров, глава которых, Томас Ланкастер, стал неформальным правителем страны. Однако постепенно его влияние стало падать. А среди окружения короля стало возрастать влияние рода Диспенсеров, которых возглавлял Хью Диспенсер Старший. Особое недовольство баронов Валлийской марки вызвали претензии Диспенсеров владения покойного графа Глостера (на его сестре был женат сын Хью Старшего, Хью Младший). А после того, как Эдуард II ради Диспенсера конфисковал поместье Гоуэр, в 1321 году бароны Марки объединились против них. Главой новой оппозиции стал Роджер Мортимер, 3-й барон Вигмор. Вскоре к ним присоединился и Томас Ланкастер. Это восстание позже получило название Мятеж «несогласных».
Поводом для дальнейшей эскалации конфликта Эдуарда с «несогласными» стало оскорбление, нанесённое королеве. Когда Изабелла, направляясь в Кентербери, пожелала остановиться в замке Лидс, принадлежавшем одному из членов оппозиции, управляющему королевского двора лорду Бэдлсмиру, её не впустили. В произошедшей затем стычке между гарнизоном замка и свитой королевы погибло шестеро её слуг. В конце октября 1321 года у стен Лидса расположилось королевское войско под командованием Пембрука. Роджер Мортимер и Хамфри поспешили на помощь защитникам замка, но Томас Ланкастер отказался поддержать их, и лорды Марки заняли выжидательную позицию. 31 октября Эдуард, возглавивший осаду, принял капитуляцию Лидса, казнил коменданта замка и его солдат и заключил в Тауэр членов семьи Бэлдсмира (сам управляющий находился в Оксфорде). Роджер Мортимер и Хамфри, опасаясь мести Эдуарда, отошли на север. В середине декабря король, готовя поход на «несогласных», объявил сбор войск. Эдуард, преследуя лордов Марки, двигался вдоль Северна, намереваясь переправиться через реку и вступить в бой с мятежниками. Однако мосты были сожжены, и король повернул на север. Роджер Мортимер напрасно надеялся на помощь Томаса Ланкастера, который укрылся в Понтефракте и завязал переговоры с Робертом Брюсом. 22 января 1322 года в Шрусбери Мортимер сдался Эдуарду.
В феврале король начал новый поход, на этот раз против Томаса Ланкастера, и захватил замок Тетбери, принадлежавший графу. Сам Ланкастер потерпел поражение при Бертон-он-Трент и устремился на север. Его сопровождал и Хамфри. 16 марта 1322 года королевские войска во главе с наместником Западных марок Эндрю Харклаем встретились на деревянном мосту около Боробриджа с армией Томаса Ланкастера при попытке перейти Ур. В начавшейся битве Хамфри, пытавшийся штурмовать мост, погиб. Битва была проиграна, а Ланкастер взят в плен несколько часов спустя преследовавшими его королевскими войсками и вскоре был казнён.

## Брак и дети
Жена: с 14 ноября 1302 года (Вестминстер) Елизавета Рудланская (август 1282 — ок. 5 мая 1316), дочь короля Англии Эдуарда I и Элеоноры Кастильской, вдова графа Голландии и Зеландии Иоанна I. Дети:
- Маргарита (1303 — в младенчестве)
- Хамфри (ок. 1304 — 10 сентября 1304)
- Джон (23 ноября 1306 — 20 января 1336), 5-й граф Херефорд и 4-й граф Эссекс с 1322, лорд-констебль Англии 1322—1330
- Хамфри VIII (6 декабря 1309 — 15 октября 1361), 6-й граф Херефорд и 5-й граф Эссекс с 1336, лорд-констебль Англии 1330—1338, 1360—1361
- Эдвард (ок. 1312 — ок. 10 ноября 1334), друг Эдуарда III, утонул, пытаясь спасти тонущего воина в Шотландии во время военной кампании
- Уильям (ок. 1312 — 16 сентября 1360), близнец Эдварда, 1-й граф Нортгемптон с 1337, лорд-констебль Англии с 1338, губернатор Бретани и шотландских марок, участник битвы при Креси и английских вторжений во Францию в период Столетней войны
- Элеонора (ум. 7 октября 1363); 1-й муж: с 1327 Джеймс Батлер (ок. 1305 — январь/февраль 1338), 1-й граф Ормонд; 2-й муж: с 1344 Томас Дагуорт (после 1312 — июль/август 1350), лорд Дагуорт с 1347
- Маргарита (ум. 16 декабря 1391); муж: с 11 августа 1325 Хью де Куртене (12 июля 1303 — 2 мая 1377), 10-й граф Девон с 1340
- Энис (1313/1315 — ок. 29 сентября 1331)
- Изабелла (ок. 5 мая 1316 — в младенчестве)

Также в «Flores Historiarum» упоминается, что у Хамфри был старший сын по имени Хью (англ. Hugh), однако больше ни по каким источникам он не известен. Вероятно это искажённое переписчиком имя Хэмфри (англ. Humphrey ).